# 新政縣
新政縣，唐代設置的縣，武德四年，分南部縣、相如縣兩縣置新城縣，屬隆州（先天元年，改為閬州），避隱太子名更。
宋代仍屬閬州。元代併入南部縣。
治今儀隴縣西南嘉陵江東岸新政壩。宋元豐五年（1082年）徙治晉安故城（今南部縣西北）。